# Lanen
Lanen is een wijk van Rosmalen in de Nederlandse provincie Noord-Brabant. De wijk ligt in het noordwesten van De Groote Wielen, ten westen van Centrum van de Groote Wielen.
De naam van de wijk doet al vermoeden hoe het stratenpatroon van de woonwijk is. Het zijn lange, rechte lanen met aan weerszijden van de weg een rij bomen. De straten lopen vanaf de dijk aan de Maas het polderlandschap in. Door de verschillende soorten woningen krijgt de wijk een statige en formele opzet waar veel groenvoorzieningen zijn.
Lanen is aangesloten op de Watermachine en grenst in het zuiden aan de Waterplas. Net als in Broekland wordt het regenwater hier in het zicht opgevangen, wat de sfeer in de wijk moet verhogen. Het regenwater wordt via een hogere ring afgevoerd via koppelbeken naar de lagere ring, om vervolgens in de Waterplas terecht te komen.